# Стоддард, Лотроп
Теодо́р Лотро́п Сто́ддард (англ. Theodore Lothrop Stoddard; 29 июня 1883 — 1 мая 1950) — известный американский историк, журналист, евгенист, политолог и расовый теоретик, состоявший в ку-клукс-клане. Автор понятия «недочеловек» (англ. the Under-man, в немецком переводе нем. Untermensch), получившего распространение в идеологии нацизма.

## Биография
Стоддард родился в городке Бруклайн (штат Массачусетс). Он был единственным сыном Джона Стоддарда, выдающегося писателя и лектора. Теодор Стоддард получил образование в Гарвардском университете, который окончил с отличием в 1905 году. В 1914 году там же он получил докторскую степень. Некоторое время изучал право в Бостонском университете.

### Пребывание в Германии
В 1939—1940 годах Стоддард четыре месяца провёл в нацистской Германии в качестве журналиста «Северо-Американского газетного альянса» (North American Newspaper Alliance). По сравнению с другими журналистами он был на особом счету у высших руководителей НСДАП.
Находясь в Германии, Стоддард посетил Суд по охране наследственного здоровья (Hereditary Health Court) в городе Шарлоттенбург — апелляционный суд, выносящий окончательное решение по вопросу необходимости принудительной стерилизации. Стоддард сделал вывод, что евгенические законы в Германии «применялись в строгом соответствии с законодательными положениями, и что, фактически, вынесенные судом решения были, пожалуй, слишком консервативными», а также, что эти законы «удаляли из немецкого народа его наихудшие элементы научным и поистине гуманным образом». Однако, Стоддард был ошеломлён откровенным антисемитизмом нацистов и предсказал, что «еврейский вопрос» вскоре будет решён в Германии «физическим удалением самих евреев из Третьего Рейха».
В 1940 году Стоддард написал мемуары о своем пребывании в нацистской Германии под названием «Во мрак: Нацистская Германия сегодня» (Into the Darkness: Nazi Germany Today), в которых приводятся интервью с такими фигурами Третьего Рейха, как Генрих Гиммлер, Роберт Лей и Фриц Заукель.

### После Второй мировой войны
После Второй мировой войны теории Стоддарда стали восприниматься, как слишком близкие нацизму, что нанесло сильный удар по его популярности. О его смерти от рака в 1950 году почти не сообщалось, несмотря на большое количество читателей его книг и его влиятельность в предвоенные годы.

## Профессиональная деятельность
Стоддард был членом Американской исторической ассоциации, Американской ассоциации политических наук и Академии политических наук. Также он был одним из основателей Американской лиги контроля над рождаемостью и входил в совет её директоров.

## Идеи
Стоддард был автором многих книг, в большинстве из которых рассматривал вопросы расы и цивилизации. В основном он писал об опасностях для «белой цивилизации», которые, по его мнению, представляли собой «цветные» народы. Многие из его книг и статей были написаны с позиций сторонника расовой теории и посвящены угрозе, якобы исходящей от иммигрантов. Наибольшую известность получила его книга «Волна цветных, поднимающаяся против господства белых над миром» («The Rising Tide of Color Against White World-Supremacy»), опубликованная в 1920 году. В этой книге Стоддард изложил своё восприятие современного ему мирового «расового вопроса» и своё беспокойство по поводу предстоящего взрывного роста численности «не-белых» народов по всему миру, а также писал об ослаблении «господства белых над миром» после окончания Первой мировой войны и вследствие крушения колониальной системы.
Стоддард утверждал, что раса и наследственность являются направляющими факторами истории и цивилизации, и устранение «белой расы» «цветными расами» или её поглощение ими приведёт к уничтожению Западной цивилизации. Как и Мэдисон Грант в его книге «Конец великой расы», Стоддард выделял в «белой расе» три основные части: нордиков, альпийцев и средиземноморцев. Он рассматривал все эти три части как хороший генетический материал, намного превосходящий «цветные расы» по своему качеству. Нордиков Стоддард считал наилучшей частью «белой расы», которую необходимо сохранить при помощи евгеники. Стоддард считал, что большая часть евреев относится к «азиатской расе» и был сторонником ограничения еврейской иммиграции, поскольку считал её угрозой расовой чистоте нордиков в США. Он утверждал, что США переживают «вторжение орд альпийских и средиземноморских иммигрантов, не говоря уже об азиатских элементах, таких как левантийцы и евреи».
Стоддард подвергал острой критике идеологию германского этнического превосходства и обвинял «тевтонских империалистов» в том, что они вызвали Первую мировую войну. Он был противником того, что он воспринимал как разделение «белых» европейских народов посредством гипертрофированного национализма и внутренних распрей.
Некоторые прогнозы Стоддарда, сделанные им в книге «Поднимающаяся волна цветных» («The Rising Tide of Color»), оказались точными, хотя и не все они были впервые сформулированы именно им, а также не все они были основаны на идее превосходства белой расы. Среди таких сбывшихся прогнозов были превращение Японии в мировую державу, война между Японией и США, вторая война в Европе, крушение европейских колониальных империй в Африке и Азии, массовая иммиграция представителей «не-белых» народов в белые страны, возникновение исламского экстремизма, как соперника Западной цивилизации, вследствие религиозного радикализма. Относительно последнего Стоддард, в частности, писал в другой своей книге «Новый мир Ислама» («The New World of Islam»), опубликованной в 1921 году:

С начала нынешнего [XX] века в огромной степени усилился дух бунта против доминирования Запада, и это обстоятельство становится ещё более зловещим, когда осознаешь, что в силу самой природы вещей политический контроль Запада над Востоком — каким бы длительным он ни был и каким бы внушительным он не представлялся — неизменно покоится на весьма хрупком основании. Западные правители будут всегда оставаться чуждой кастой. Их будут терпеть, даже, возможно, уважать, но никогда не будут любить или считать своими. Кроме этого, власть Запада непременно будет ослабевать по мере просвещения подвластных народов, так что молчаливое согласие одного поколения может смениться враждебным протестом следующего. Очевидно, что мы имеем дело с нестабильным равновесием, которое трудно сохранять, но легко нарушить (стр. 105).
В опубликованной в 1922 году книге «Бунт против цивилизации» («The Revolt Against Civilization») Стоддард выдвигает теорию о возрастающем давлении цивилизации на индивидов, ведущем к увеличению числа представителей низших слоёв общества, неспособных справляться с этим давлением, и к росту популярности бунтарских настроений.

Таким образом, мы видим, что цивилизация полностью зависит от качества [своих носителей], а качество, в свою очередь, зависит от наследственности. Окружающая среда может проявить все задатки данного человека, однако сами задатки зависят от наследственности… В отличие от живых организмов у цивилизации нет предустановленного цикла жизни и смерти. При наличии качественной популяции, производящей достаточное количество превосходных индивидов, цивилизации могут быть бессмертными.

Почему же тогда все они погибли? Это произошло, в основном, под воздействием трёх разрушительных тенденций, неизбежно вызывающих — рано или поздно — упадок и крах любой цивилизации. Этими тремя тенденциями являются: (1) тенденция к структурной перегрузке; (2) тенденция к биологической регрессии; (3) тенденция к атавистическому бунту. (стр. 11).
Далее Стоддард поясняет, в чём заключаются эти тенденции:
1. Усвоение всей суммы накопленных цивилизацией знаний превышает наследственные образовательные способности среднего индивида
2. Ослабление воздействия естественного отбора, ведущее к избыточному размножению слабых, и снижение рождаемости среди сильных вследствие изменения их приоритетов с выживания и размножения на общественную деятельность, науку, искусство и т. д. Действуя в совокупности, эти факторы ведут к сравнительно быстрому ухудшению биологического качества среднего индивида, включая его образовательные способности, что усиливает действие первой разрушительной тенденции
3. Часть цивилизованного общества, представляющая собой совокупность наименее способных людей, лишается — именно вследствие их низких способностей — доступа ко многим благам цивилизации, однако, сохраняет все обязанности, налагаемые цивилизованным обществом на своих членов. Имея обязанности, но чувствуя себя лишённой многих прав, эта часть общества постепенно накапливает в себе недовольство существующим порядком вещей, которое со временем может привести к открытому восстанию. Особую роль при этом играют индивиды, занимающие пограничную переходную зону между «способными» и «неспособными», чьих способностей ещё достаточно, чтобы понять, как устроено общество, но уже недостаточно, чтобы занять в нём достойное, по их мнению, место.

Для обозначения этой совокупности наименее способных людей Стоддард вводит термин «недочеловек» (under-man), поскольку общепринятый в его время термин «низший» (inferior) слишком часто, по мнению Стоддарда, использовался как синоним слову «дегенерат» (degenerate), а для Стоддарда эти понятия не были эквивалентными. В книге сам Стоддард дает следующее определение термину «недочеловек»:

…человек, не соответствующий требованиям стандартов способности и адаптивности, действующих при том общественном строе, в рамках которого такой человек существует" (стр. 23).
Стоддард утверждал, что «недочеловек» не будет содействовать развитию цивилизации, поскольку ему не нужно дальнейшее её развитие, ведь уже на данном уровне плоды цивилизации стали для него недосягаемыми.

Недочеловек стремится не к прогрессу, а к регрессу — регрессу к более примитивным условиям, в которых он бы чувствовал себя, как дома" (стр. 86)
Любую революцию Стоддард считал «атавизмом», отбрасывающим общество на значительно более низкий уровень социального развития. Он называл революцию временем, когда, с одной стороны, «подонки общества, вскипев, поднимаются на самый верх», а с другой стороны — «каждый индивид совершает более или менее глубокое падение под натиском собственных низменных инстинктов» (стр. 27).
Единственным действенным средством защиты цивилизации от революционного хаоса и регресса Стоддард считал «улучшение расы» при помощи евгеники:

Однако, не следует забывать о том, что репрессии, как таковые, не обеспечивают решения никаких проблем. Поскольку мы знаем, что большевиками — по большей части — рождаются, а не становятся, мы должны уяснить, что всё новые и новые бунтовщики против общественного порядка будут появляться до тех пор, пока не исчезнут места их вербовки. Когда общество возьмётся за улучшение расы, когда дегенератам и низшим больше не будет позволено плодиться подобно вшам, потоки хаоса быстро иссякнут (стр. 233)
Стоддард выступал за принятие законов по ограничению иммиграции и контролю над рождаемостью, что способствовало бы сокращению низших слоёв общества и повышению рождаемости среди представителей среднего и высшего классов. Стоддард считал общественное развитие возможным только если его будет направлять «новая аристократия», состоящая из наиболее способных индивидуумов, руководствующихся наукой, а не абстрактным идеализмом и эгалитаризмом.
В опубликованной в 1927 году книге «Перековка Америки: История нашей государственности» («Re-Forging America: The Story of Our Nationhood») Стоддард писал:

Больше всего мы хотим сохранить Америку. Но «Америка», как мы уже поняли — это не просто географическое понятие, это государство, фундамент которого был заложен более чем три столетия назад англо-саксонскими нордиками, и его государственность существует почти исключительно благодаря народам Северной Европы — не только старым колонистам и их потомкам, но также благодаря многим миллионам северо-европейцев, приехавшим в эту страну со времён колонизации и, по большей части, полностью ассимилировавшимся. Поэтому, несмотря на недавний приток чужеродных элементов, американский народ по-прежнему представляет собой, в основном, смесь близкородственных северо-европейских народов, и американский образ жизни был создан, в основном, именно ими.
В этой же книге он писал по поводу Закона об ограничении иммиграции от 1924 года:

Совершенно верным является то, что наша нынешняя иммиграционная политика отдаёт (и должна отдавать) предпочтение северо-европейцам сравнительно с жителями других частей Европы и ещё более жёстко ограничивает приезд представителей не-белых рас. Однако, основной причиной этого является вовсе не какая-то теория расового превосходства, а наиболее фундаментальный и наиболее оправданный из всех человеческих инстинктов — инстинкт самосохранения, по праву называемый «первым законом природы».
Далее Стоддард приходит к следующему выводу:

Поэтому основным принципом нашей иммиграционной политики должно быть предотвращение дальнейшего сокращения северо-европейского элемента в расовом составе американского населения.